# Dorfkirche Rahnsdorf (Zahna-Elster)

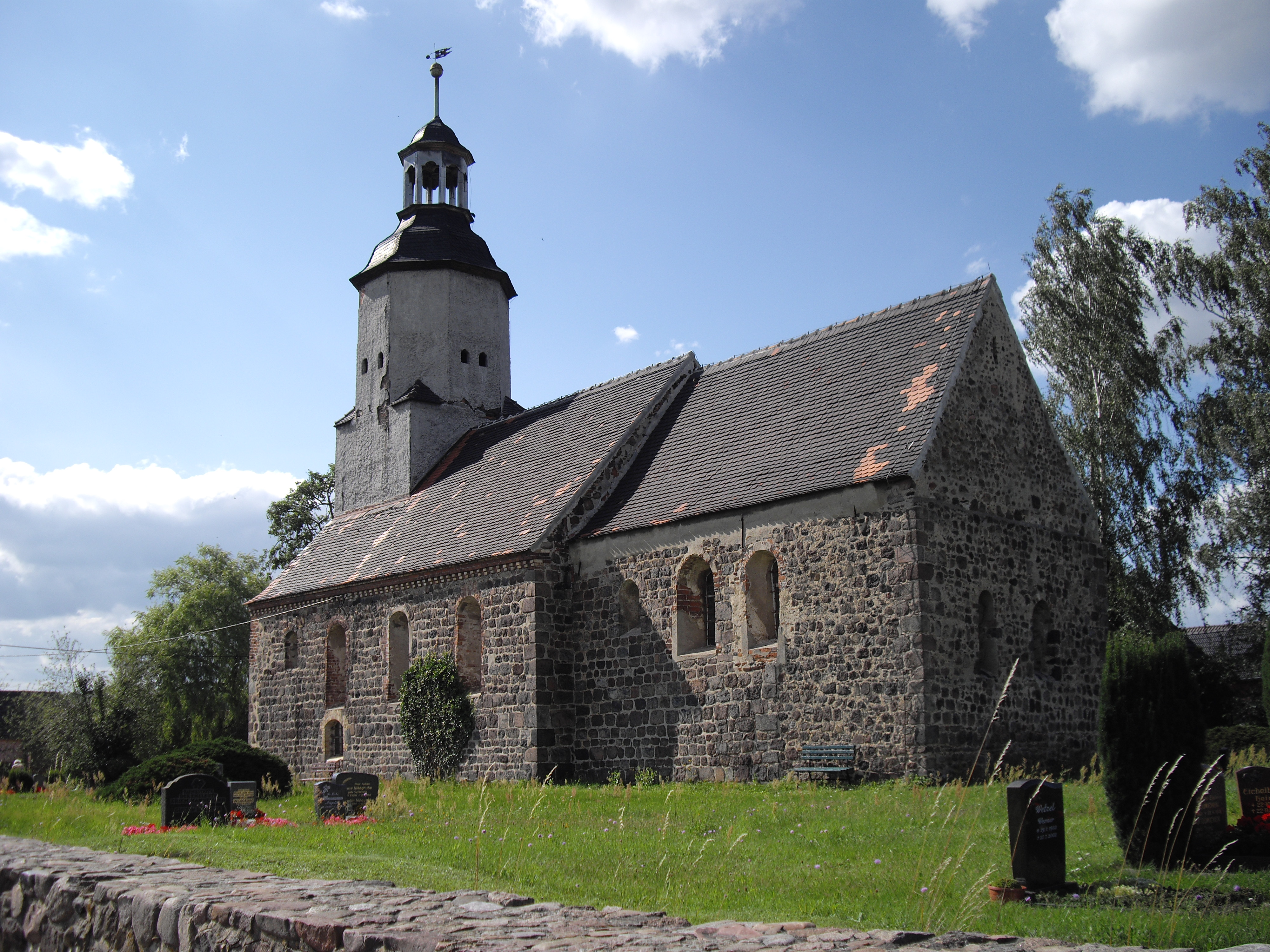
Dorfkirche Rahnsdorf (2011)

Die evangelische Dorfkirche Rahnsdorf ist eine im Kern romanische Saalkirche im Ortsteil Rahnsdorf von Zahna-Elster im Landkreis Wittenberg in Sachsen-Anhalt. Sie gehört zum Pfarrbereich Zahna im Kirchenkreis Wittenberg der Evangelischen Kirche in Mitteldeutschland.

## Geschichte und Architektur

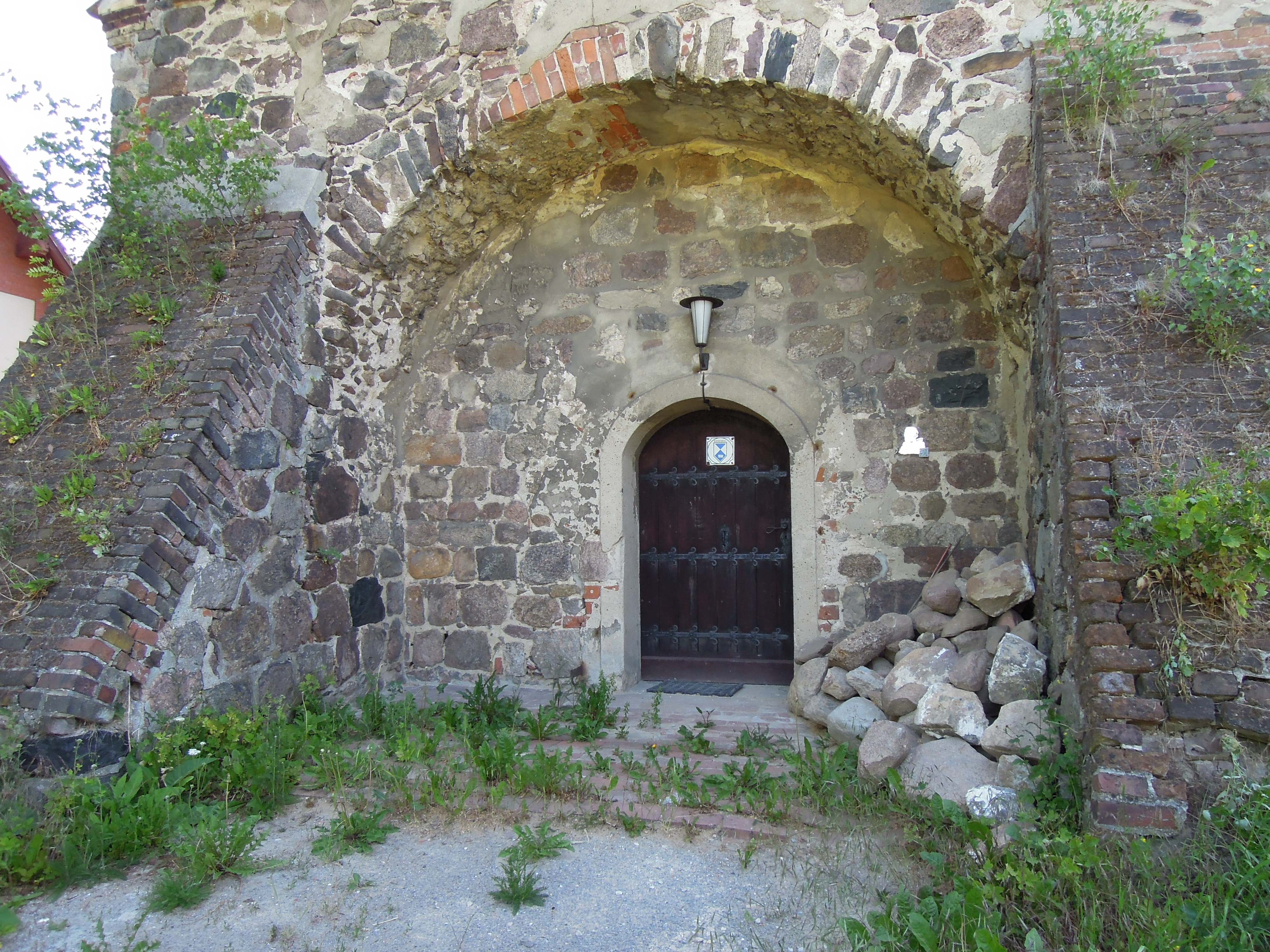
Stützkonstruktion mit Vorblendbogen am Westgiebel (2019)

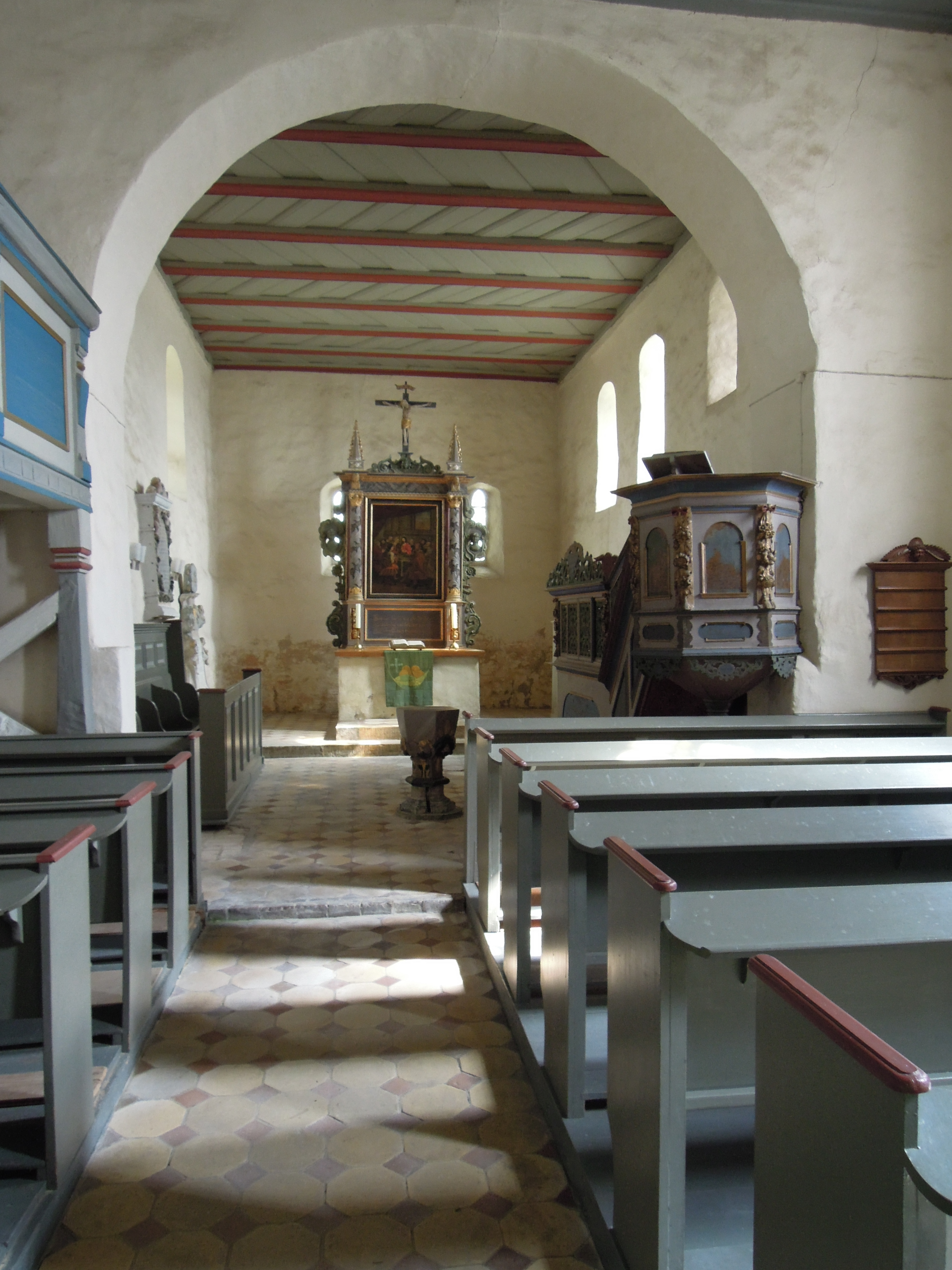
Innenansicht (2015)

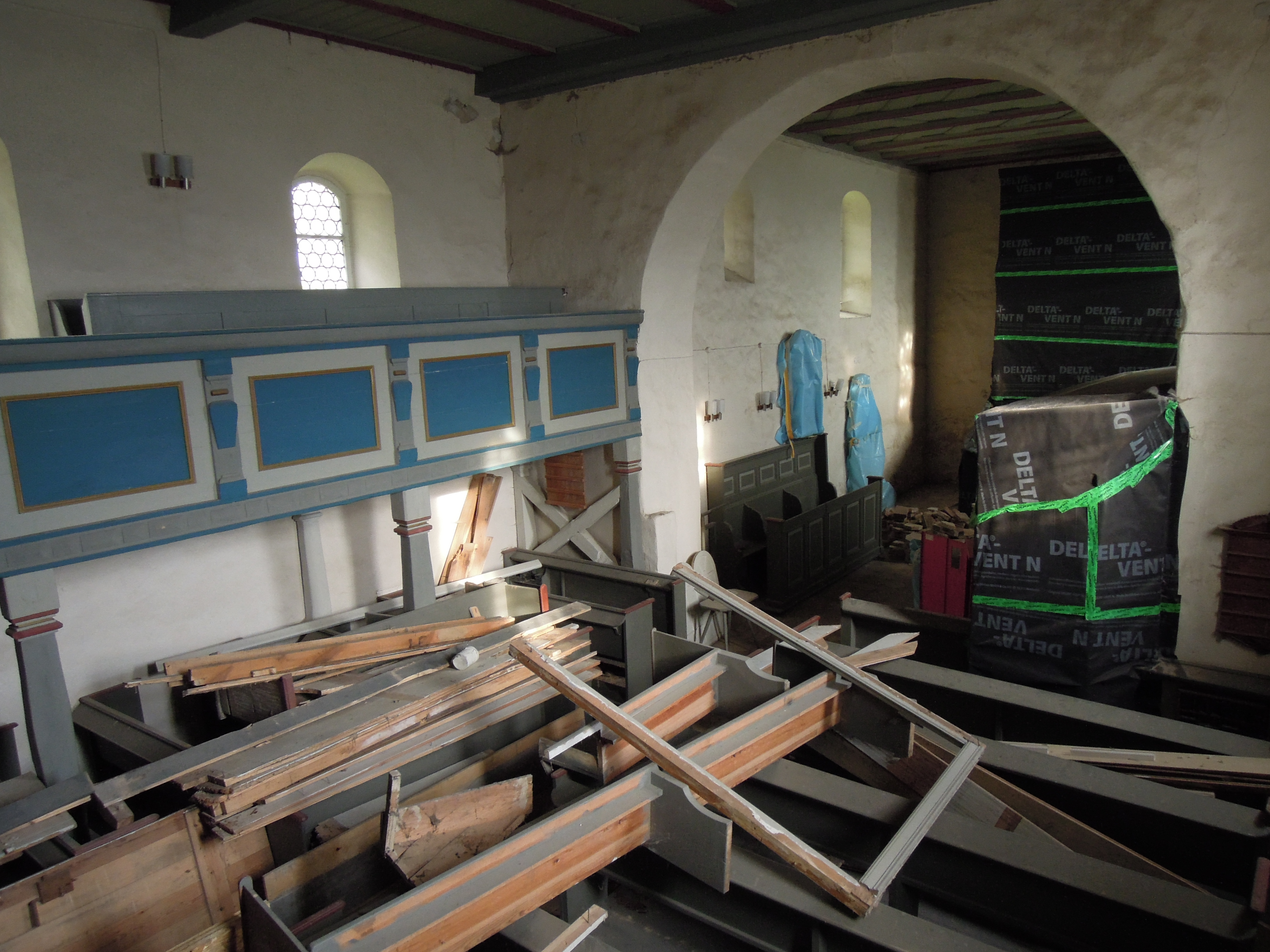
Umbau 2019

Das Bauwerk ist eine Saalkirche aus Feldsteinmauerwerk mit eingezogenem, ehemals mit einer Apsis versehenem Chor aus der Mitte des 13. Jahrhunderts. Im 15. Jahrhundert oder eventuell erst 1685 erfolgte eine Erweiterung des Altarraums nach Osten, im Jahr 1785 wurde ein oktogonaler Fachwerkturm in barockem Stil aufgesetzt, der von 1967 bis 2019 verputzt war. Er ist mit Haube und Laterne abgeschlossen.
Romanische Fenster sind im westlichen Teil der Schiffssüdwand sowie an der Nord- und der Südwand des Chores erhalten. In der flachen Ostwand des Chores zeigt sich ein schmales und ein breites spitzbogiges Fenster, deren Maueröffnungen indes statt der Spitz-, Rundbögen nach außen führen. An der Nordseite des Chores ist eine gänzlich vermauerte romanische Pforte erkennbar. Eine weitere Pforte auf der Südseite des Schiffs unterhalb der Orgelempore wurde teilweise vermauert, wobei ihr oberer Teil in voller Breite für ein Fenster umgenutzt wurde, ohne den ursprünglich mit Ziegeln gefertigten Segmentbogen zu modifizieren.
Am Westgiebel befindet sich eine eindrucksvolle Stützkonstruktion bestehend aus zwei mächtigen Strebepfeilern und einem vorgeblendeten Bogen, der zudem als Wetterschutz im Außenbereich des Haupteingangs dient.

## Innenausstattung
Der flachgedeckte Innenraum ist durch die barocke Erneuerung im Jahr 1685 geprägt. Eine Bretterdecke, im Chor mit Fischgrätmuster, schließt den Raum ab; eine Empore mit Diamantierung und Pilastergliederung ist im Westen und Norden eingebaut.
Vom November 2018 bis Januar 2019 fanden archäologische Untersuchungen im Westteil statt.  Der Grabungsbericht beschreibt u. a. die Fundamente der Außenmauern und Holzsäulen der Empore, die regelmäßig auf Findlingen gegründet wurden. Drei verschiedene Laufhorizonte im Gangbereich wurden ermittelt: Kalkestrich, vermutlich mittelalterlich, gefolgt von Katzenkopfpflaster und späterem Dielenboden. Vor der Renovierung waren Gangbereich und Chor ockerfarben achteckig mit ziegelroten Einlegern gepflastert.
Fünf Kleinfunde, darunter ein Glockenschwengel, Keramik aus dem 14. Jhd. und Schädelfragmente wurden in das Depot des Landesamtes für Denkmalpflege und Archäologie in Halle verbracht.
Seit Januar 2019 ist der Innenraum ungenutzt und befindet sich im Umbau.

### Altar
Das Altarretabel zeigt ein Abendmahlsgemälde in der Art des Johann Amberger, das von akanthusumrankten Säulen flankiert wird, welche mit Pyramidenaufsätzen versehen sind. Die Wangen sind mit Ohrmuschelwerk und mit Reliefbüsten in Zeittracht versehen, die möglicherweise die Stifter darstellen. Das bekrönende Kruzifix stammt aus dem zweiten Drittel des 15. Jahrhunderts.

### Kanzel und Taufstein
Die Sakristeiprieche und die hölzerne Kanzel stammen von 1716. Die Kanzel ruht auf einer gewundenen Säule und ist mit qualitätvoll geschnitzten Blumengirlanden und mit Evangelistengemälden versehen. 
Der kelchartige barocke Taufstein stammt von 1741. Zwei Grabmale mit den Jahreszahlen 1708 und 1782 sind schließlich zu erwähnen.

### Orgel
Die Orgel ist ein Werk von Wilhelm Rühlmann aus dem Jahr 1913 mit neun Registern auf zwei Manualen und Pedal, wovon vier Register auf das Hauptwerk, drei auf Oberwerk und zwei auf Pedal disponiert sind. Sie wurde für den Sanierungszeitraum der Kirche an einen anderen Ort ausgelagert und ist derzeit nicht spielbar.
Die Disposition der Orgel:
| I Manual C–f3 |              |
| Hohlflöte     | 8′           |
| Principal     | 8′           |
| Oktave        | 4′           |
| Rauschquinte  | 2 ⁄3′ und 2′ |

| II Manual C–f3   |    |
| Lieblich Gedackt | 8′ |
| Gambe            | 8′ |
| Flauto amabile   | 4′ |

| Pedal C–d1  |     |
| Subbaß      | 16′ |
| Violoncello | 8′  |

- Koppeln: II/I, I/P, II/P, Suboktavkoppel II/I
- Spielhilfen: Volles Werk, Kalkant, elektr. Windmaschine